# Austell (Georgia)
Austell es una ciudad ubicada en el condado de Cobb en el estado estadounidense de Georgia. En el censo de 2020, su población era de 7,713 habitantes y una densidad poblacional de 500.95 personas por km².

## Demografía
En el 2000 la renta per cápita promedia del hogar era de $38,933, y el ingreso promedio para una familia era de $39,635. El ingreso per cápita para la localidad era de $15,924. Los hombres tenían un ingreso per cápita de $31,750 contra $22,944 para las mujeres.

## Geografía
Austell se encuentra ubicado en las coordenadas 33°48′57″N 84°38′10″O / 33.81583, -84.63611 (33.815905, -84.636242).
Según la Oficina del Censo, la localidad tiene un área total de 14,7 km² (5,7 mi²), de la cual 14,7 km² (5,7 mi²) es tierra y 0 km² (0 mi²) (0.0%) es agua.